# 卡萊蒂
卡萊蒂是波蘭的城鎮，位於該國南部，距離塔爾諾夫斯凱古雷25公里，由西里西亞省負責管轄，面積57.68平方公里，海拔高度266米，2006年人口8,657。
50°34′N 18°54′E / 50.567°N 18.900°E